# Суита
Суита е град в префектура Осака, Япония. Населението му е 380 634 жители (по приблизителна оценка от октомври 2018 г.), а общата площ 36,11 кв. км. Намира се в часова зона UTC+9 в северната част на префектурата си. Основан е на 1 април 1940 г. Разполага с футболен отбор, който се състезава в най-горния ешелон на японския футбол: Джей Лига Дивизия 1. Развит е жп транспортта. Градът е свързан също и с метрото на Осака и има връзка и с Международно летище Осака. В градът има 4 университета и 5 музея. Побратимен е с 2 града, един в Шри Ланка и един в Австралия.

## Известни личности
Родени в Суита
- Акира Йошино (р. 1948), инженер-химик